# Золотое яйцо с часами
Золотое яйцо с часами — ювелирное яйцо, одно из пятидесяти двух императорских пасхальных яиц, изготовленных фирмой Карла Фаберже для русской императорской семьи. Оно было создано в 1887 году по заказу императора Александра III, который подарил его своей супруге, императрице Марии Фёдоровне. До 2012 года числилось одним из восьми утерянных яиц. С 2014 года находится в частной коллекции.

## Дизайн
Четырнадцатикаратные золотые часы от Vacheron Constantin, выполненные в рублёном корпусе в виде яйца с семьюдесятью пятью бриллиантами. Оно располагается на изысканной восемнадцатикаратной трёхцветной золотой подставке округлой формы и украшенной волнообразным узором. Подставка имеет сдвоенные ножки, украшенные розовыми бутонами и маленькими листьями. На кольце подставки располагаются три больших кабошонных сапфира, от которых в стороны расходятся ленты, украшенные маленькими бриллиантами, которые поддерживают гирлянды из роз и листьев, венчающих ножки.

## Сюрприз
Сюрпризом яйца является работающий часовой механизм от Vacheron Constantin.

## История
Яйцо было отправлено императору Александру III в 1887 году из мастерской Фаберже и подарено императрице Марии Фёдоровне на Пасху того же года. Оно хранилось в Аничковом дворце вплоть до революции 1917 года. Последнее документальное свидетельство о местоположении яйца было написано в 1922 году, и в нём сообщалось, что оно находится в Оружейной палате Кремля. В конце 2000-х исследователи творчества фирмы "Фаберже" Анна и Винсент Палмейд обнаружили, что в Нью-Йорке 6 и 7 марта 1964 года в галерее Парк-Бернет данное яйцо выставлялось как лот с номером 259. Это свидетельствовало о том, что яйцо существует и в наши дни и находится в одной из частных коллекций. Были подняты архивы и журналы этой галереи, но в записях о продаже лота значилось «покупатель остался анонимным».

### Поиск яйца 1887 года
Очень долгое время считалось, что императорским подарком 1887 года было «Синее яйцо-часы со змеёй», однако в ходе исследований оно было отнесено к 1895 году, а «Золотое яйцо с часами» к 1887 году. После нахождения информации о лоте 269 на аукционе Parke Bernet 1964 года и его очевидной схожести с фотографией неизвестного яйца с выставки коллекции Марии Фёдоровны 1902 года становится ясно, что описания яйца 1887 года в полной мере соответствуют ему, а не «Синему яйцу-часам со змеёй». Кроме того, затруднение в установлении изготовителя яйца вызвано ещё и тем, что оно, как и первое императорское яйцо «Курочка», не имеет клейма.
Яйцо Фаберже было найдено у скупщика драгоценных металлов из американской провинции, который приобрёл его на блошином рынке. Драгоценность хранилась на кухне в течение десяти лет, пока хозяин в 2012 году случайно не узнал истинную цену попавшего к нему в руки яйца. Владелец нашёл в интернете статью 2011 года в газете The Daily Telegraph, где корреспондент отдела культуры рассказывала о том, что данное яйцо считается утраченным.
В 2014 году яйцо после проведения экспертиз в лондонской фирме Wartski было куплено анонимным коллекционером изделий Фаберже за сумму, которая не была раскрыта. 14-17 апреля 2014 года яйцо с согласия нового владельца было выставлено в штаб-квартире фирмы Wartski в лондонском районе Мейфэр на Графтон-стрит. До этого последний раз яйцо выставлялось в Санкт-Петербурге в марте 1902 года.